# 圣米歇尔 (大西洋比利牛斯省)
圣米歇尔（法語：Saint-Michel，法語發音：[sɛ̃ miʃɛl] ⓘ）是法国大西洋比利牛斯省的一个市镇，位于该省西南部，属于巴约讷区。

## 地理
圣米歇尔（43°8'10"N, 1°13'16"W）面积30.3 平方千米，位于法国新阿基坦大区大西洋比利牛斯省，该省份为法国东南部省份，涵盖了贝阿恩与北巴斯克，西临大西洋比斯開灣，北至朗德省，东北接热尔省，东临上比利牛斯省，南与西班牙接壤。
与圣米歇尔接壤的市镇（或旧市镇、城区）包括：安西勒、阿尔内吉、萨罗、埃斯泰朗叙比、圣让皮耶德波尔、于阿尔特锡兹、奥尔瓦伊塞塔。
圣米歇尔的时区为UTC+01:00、UTC+02:00（夏令时）。

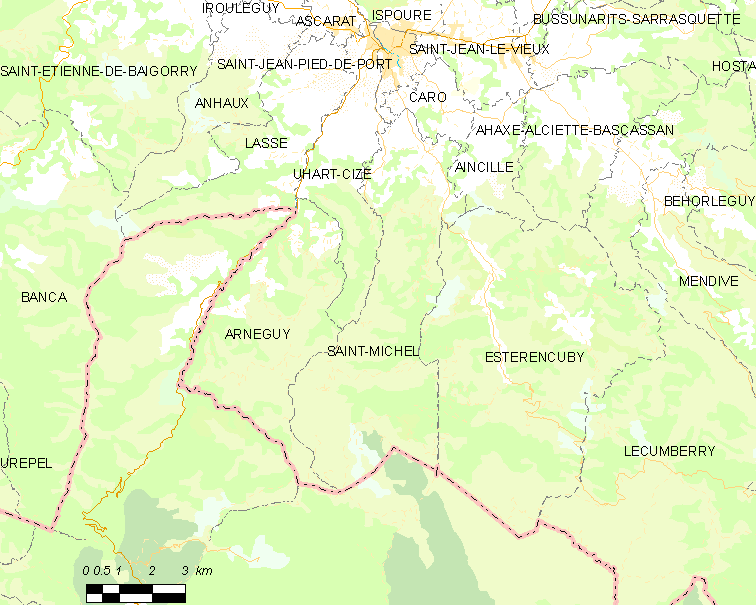
圣米歇尔的OSM定位图

## 行政
圣米歇尔的邮政编码为64220，INSEE市镇编码为64492。

## 政治
圣米歇尔所属的省级选区为巴斯克山地县。

## 人口

1962-2008年间圣米歇尔人口变化图示

圣米歇尔于2022年1月1日时的人口数量为288人。